# Luton
Luton (/ˈluːtən/) è una città con status di borough ed autorità unitaria del Bedfordshire (contea cerimoniale), Inghilterra, Regno Unito.

## Geografia fisica
Situata a 51 km a nord di Londra, pur ancora parte della contea di Bedfordshire, è amministrata in maniera indipendente dalla contea stessa.
Collocata nella regione dell'Est dell'Inghilterra, è tuttavia ancora considerata parte del Sud-Est. Forma con i centri di Dunstable e Houghton Regis una conurbazione di oltre 230 000 abitanti.

## Storia
Si ritiene che Luton sia stata fondata dagli Anglosassoni nel VI secolo. Il suo nome appare per la prima volta nell'VIII secolo come Lygetun, che significa "città sul fiume Lea".
Il Domesday Book registra Luton come Loitone e come Lintone. L'agricoltura dominava l'economia locale a quel tempo e la popolazione della città era di circa 700-800 abitanti. 
Nel 1121 Robert di Gloucester iniziò i lavori per la Chiesa di Santa Maria nel centro della città. I lavori furono completati nel 1137.  Un castello a motta castrale che dà il nome alla moderna Castle Street fu costruito nel 1139 ma demolito nel 1154.
La stampa dei giornali arrivò in città nel 1854. Il primo cimitero pubblico fu aperto nello stesso anno e Luton divenne un borough nel 1876. 
L'azienda automobilistica Vauxhall Motors, che fa parte del Gruppo Stellantis ha qui uno dei suoi più importanti stabilimenti, aperto nel 1907. Durante la Seconda guerra mondiale, nello stabilimento furono costruiti carri armati Mk IV Churchill come parte dello sforzo bellico. Nonostante il pesante camuffamento, la fabbrica rese Luton un bersaglio per la Luftwaffe e la città subì una serie di incursioni aeree.
L'aeroporto di Londra-Luton è stato inaugurato nel 1938, di proprietà e gestito dal consiglio cittadino. Ora è uno dei maggiori datori di lavoro della zona.

## Infrastrutture e trasporti

### Ferrovie
La città ha tre stazioni: Luton, Leagrave e Luton Airport Parkway. Le stazioni sono servite dalla East Midlands Railway e dalla Thameslink.

### Aeroporto
Luton ospita l'aeroporto di Londra-Luton, uno dei principali aeroporti di collegamento per Londra e il sud-est. Un percorso per people mover, il Luton DART, è stato inaugurato nel 2023, collegando l'aeroporto con la stazione ferroviaria Luton Airport Parkway.

### Strade
Luton si trova a meno di 50 km a nord del centro di Londra, il che la rende ben collegata con la City e altre parti del paese tramite ferrovia e strade principali come la M1 (che serve la città attraverso gli svincoli 10 e 11) e la A6.

## Sport
La società calcistica locale, il Luton Town F.C., milita attualmente nella Football League One. La squadra gioca e si allena al Kenilworth Road, il loro stadio dal 1905.

## Citazioni
La città è comparsa nel videogame Resistance: Fall of Man.

## Amministrazione

### Gemellaggi
- Bergisch Gladbach, dal 1956
- Bourgoin-Jallieu, dal 1956
- Eskilstuna, dal 1949
- Spandau, dal 1959
- Wolfsburg, dal 1950